# Hamamelitannin
Hamamelitannin ist ein Naturstoff der Virginischen Zaubernuss (Hamamelis virginiana) und gehört zu den Gallotanninen.

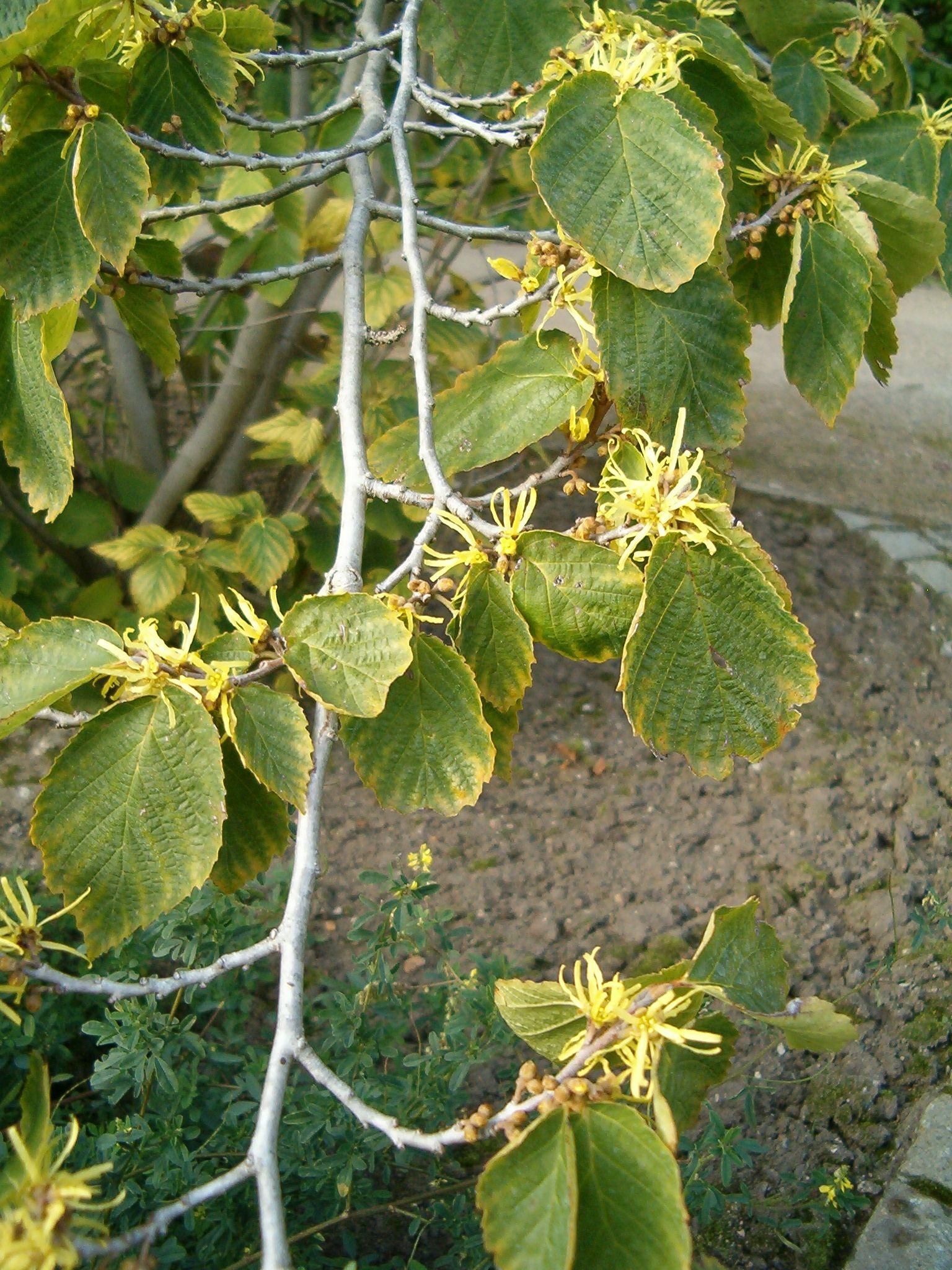
Virginische Zaubernuss (Hamamelis virginiana)

## Verwendung
Hamamelitannin reduziert signifikant die metabolische Aktivität von Biofilmen mit den Bakterien Staphylococcus epidermidis, Staphylococcus aureus, Acinetobacter baumannii  und Candida albicans. Es zeigt spezifische zytotoxische Aktivität gegen Dickdarm-Krebszellen.